# 1502
1502. је била проста година.

## Догађаји

### Јануар
- 1. јануар — Португалски морепловци упловили су у залив Гванабара и назвали то место Рио де Жанеиро (Јануарска река).

### Фебруар
- 12. фебруар — Изабела I је издала едикт чиме је ставила ван закона ислам у Круни Кастиље, приморавши све њене муслиманске поданике да се преобрате на хришћанство.

### Датум непознат
- Википедија:Непознат датум — Основан Универзитет у Витенбергу.

## Рођења

### Јануар
- 7. јануар — Папа Гргур XIII (умро 1585)

### Март
- 7. јун — Жоао III, краљ Португалије

### Децембар
- Википедија:Непознат датум — Бартел Бехам, немачки бакрописац
- Википедија:Непознат датум — Хајнрих Алдегрефер, немачки бакрописац